# هیروکی میورا
هیروکی میورا (انگلیسی: Hiroki Miura؛ زادهٔ ۲۴ مارس ۱۹۹۹) بازیگر اهل ژاپن است. وی از سال ۲۰۱۴ میلادی تاکنون مشغول فعالیت بوده‌است.

## زندگی شخصی
میورا در 24 مارس 1999 در استان میه متولد شد. او تک فرزند است. وقتی میورا 5 ساله بود، پس از تماشای ویدیوی تتسویا کوماکاوا، شروع به یادگیری باله کلاسیک کرد. میورا جوایز متعددی در مسابقات باله کسب کرده است. میورا تا 14 سالگی در منطقه توکای فعال بود. پس از فارغ التحصیلی از دبیرستان، به دبیرستان در توکیو رفت و بازیگر شد.

## شغلی
در سال 2015، میورا نقش میمون D. Luffy را در Tokyo One Piece Tower بازی کرد، که آغازی برای قدم گذاشتن به صحنه 2.5 بعدی بود. در همان سال با کویسورو برادوی♪ جلد 4 وارد کار موسیقی شد.
در سال 2016، میورا به عنوان Keigo Atobe در سریال فصل سوم TENIMYU: The Prince of Tennis Musical مورد توجه قرار گرفت.
در 24 اکتبر 2017، باشگاه طرفداران رسمی میورا "White & Black" تاسیس شد.
در نوامبر 2017، میورا شروع به بازی در نقش هیگکیری در موزیکال Touken Ranbu کرد و محبوبیت او افزایش یافت.علاوه بر شرکت در مراسم افتتاحیه "Japan Unisys Presents Musical Touken Ranbu × Yomiuri Giants Collaboration Night" که در 11 سپتامبر 2018 در گنبد توکیو برگزار شد. او همچنین با دیگر توکن دانشی در 69th NHK Kōhaku Uta Gassen در 31 دسامبر همان سال اجرا کرد.
در آوریل 2019، میورا به عنوان جوانترین بازیگر نقش ماریوس در موزیکال "Les Miserables" انتخاب شد و برای اولین بار روی صحنه تئاتر امپراتوری ایستاد.
در مارس 2020، میورا با The Little Shop of Horrors the Musical اولین حضور و بازی در Theater Creation را بازی کرد.
در سال 2022، میورا نقش هاکو را در Spirited Away the Stage بازی کرد و تجربه باله خود را در صحنه دگرگونی ادغام کرد و مورد تحسین قرار گرفت.
در فوریه 2023، Kingdom the Stage اولین نقش اصلی میورا در تئاتر امپراتوری شد.
در سال 2024، میورا برنده چهل و نهمین جایزه تئاتر کیکوتا کازوئو شد.